# إدواردو لوبيز أليخاندرو
ادواردو لوبيز اليخاندرو (بالإسبانية: Eduardo Alejandro López)؛ مواليد 16 يونيو 1989 في لنكن، بوينس آيرس، الأرجنتين، هو لاعب كرة قدم أرجنتيني يلعب لنادي أوهيجينس كمدافع. بدأ ادواردو لوبيز اليخاندرو مسيرته الرياضية عام 24 مع ريفادافيا دي لينكولن.

## وصلات خارجية
- إدواردو لوبيز أليخاندرو على موقع قاعدة بيانات كرة القدم.إي يو (الإنجليزية)
- إدواردو لوبيز أليخاندرو على موقع Soccerway.com (الإنجليزية)
- إدواردو لوبيز أليخاندرو على موقع عالم كرة القدم.نت (الإنجليزية)